# American Petroleum Institute
Het American Petroleum Institute (afgekort tot API) is een Amerikaanse organisatie die onder andere technische standaards ontwikkelt voor de olie- en gasindustrie en de petrochemische industrie. Ongeveer 400 bedrijven zijn aangesloten bij het API in de vorm van een lidmaatschap. Het hoofdkantoor is gevestigd in Washington D.C..

## Geschiedenis
Het American Petroleum Institute is ontstaan rond de Eerste Wereldoorlog, toen het Amerikaanse Congres en de binnenlandse oliemaatschappijen samenwerkten om oorlogsmaterieel voor te bereiden. In 1911 werd Standard Oil door een rechterlijke uitspraak in een antitrustzaak opgebroken in een aantal onafhankelijke oliemaatschappijen. Deze nieuwe maatschappijen hadden geen ervaring om met elkaar samen te werken, maar ze onderhielden een band met de regering die producten uit de olie- en petrochemische industrie efficiënt over de troepen moest verdelen. De noodzaak van een overkoepelend orgaan voor deze groeiende tak van industrie teneinde een stabiele distributiefactor in oorlogstijd te zijn, werd duidelijk tijdens de Eerste Wereldoorlog. Op 20 maart 1919 werd het API officieel opgericht. In 1924 werden de eerste technische standaards voor de industrie opgesteld.

## Taakomschrijving
Het American Petroleum Institute heeft verschillende taken binnen de industrie:
- Het uitvoeren van technisch en economisch onderzoek voor de Amerikaanse federale en staatsregering
- Het verschaffen van een forum voor de petrochemische industrie om consensus te verwerven en collectief beleid uit te voeren
- Het opstellen en bijhouden van standaarden op technisch gebied

### Standaards
Bekende standaards die veel gebruikt worden door de olie-industrie zijn onder andere de oliedichtheid in graden API (Brent olie heeft een waarde van 37,3° API) en de gamma ray waarde van gesteenten en mineralen (bijvoorbeeld 730,82 voor sylviet).

## Voorkennis inzake klimaat
Het American Petroleum Institute beschikte reeds sedert de jaren 1960 over voorkennis omtrent de opwarming van de Aarde: op 4 november 1959 waarschuwde kernfysicus Edward Teller op een conferentie van het Instituut, ter gelegenheid van de honderdste verjaardag van de Amerikaanse olie-industrie, dat de uitstoot van koolstofdioxide door verbranding van fossiele brandstoffen tegen de eeuwwisseling zou leiden tot opwarming van de Aarde, met als mogelijk gevolg het smelten van de ijskappen aan de pool.